# Cahal Pech

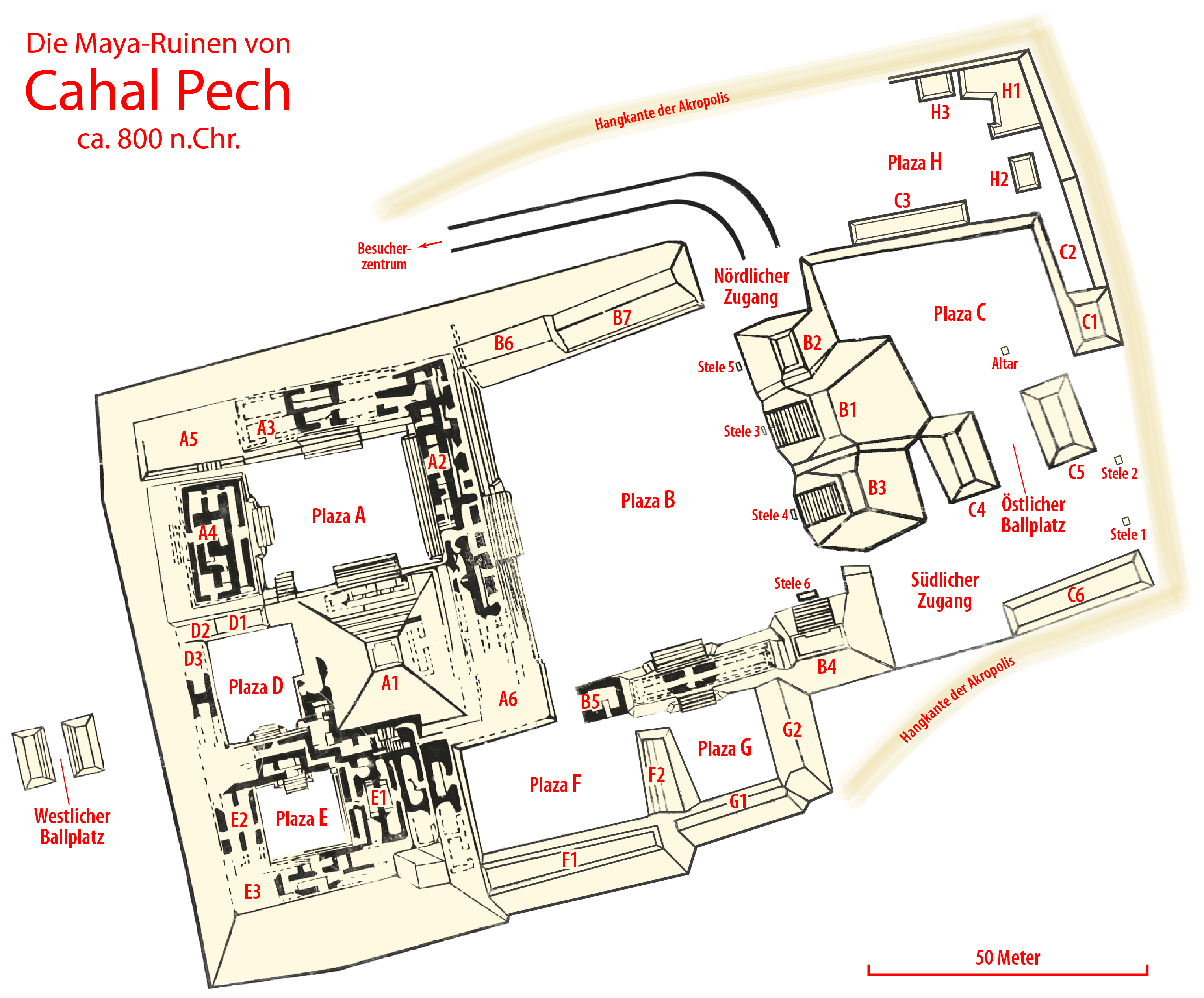
Mapa do Sítio Arqueológico.

Cahal Pech é um sítio arqueológico civilização maia na Mesoamérica pré-colombiana. Está localizado perto da cidade de San Ignacio, no distrito de Cayo, em Belize. O local era uma casa palaciana de uma família maia de elite, no topo da colina,  e embora a construção mais importante date do período Clássico, evidências de habitação contínua foram datadas até 1 200 a.C. durante o período de período pré-clássico médio, tornando Cahal Pech um dos mais antigos locais maia reconhecidos no oeste de Belize.  

## Localização
O sítio fica localizado no alto das margens do rio Macal. Cahal Pech é formado por 34 estruturas, sendo o templo o mais alto com cerca de 25 metros de altura, situado ao redor de uma acrópole central. O local foi abandonado no século IX por razões desconhecidas.

## Arqueologia
A primeira cerâmica no oeste de Belize foi encontrada aqui.
"Informações emergentes do oeste de Belize sugerem que populações que usam cerâmica podem ter estado em vigor já em 1200 a.C. em Cahal Pech e talvez em outros lugares (Awe 1992; Clark e Cheetham 2002; Garber et al. 2004; Healy e Awe 1995). Enquanto esses complexos, denominados "Cunil" em Cahal Pech e "Kanocha" em Blackman Eddy, permanecem amplamente documentados em todo o Vale do Rio Belize, eles são as primeiras tecnologias cerâmicas estabelecidas registradas no oeste de Belize."  
O nome Cahal Pech, que significa "Lugar dos Carrapatos" na língua maia yucatec, foi dado quando a área foi usada como pastagem durante os primeiros estudos arqueológicos na década de 1950, liderados por Linton Satthwaite do Museu da Universidade da Pensilvânia. Agora abriga um pequeno museu com artefatos de várias escavações em andamento.
A escavação primária do local começou em 1988. A restauração foi concluída em 2000 sob a liderança do Dr. Jaime Awe, Diretor do Instituto Nacional de Arqueologia de Belize(NICH). 
Outros locais maias próximos incluem Chaa Creek, Xunantunich, Baking Pot e Lower Dover.

## Galeria

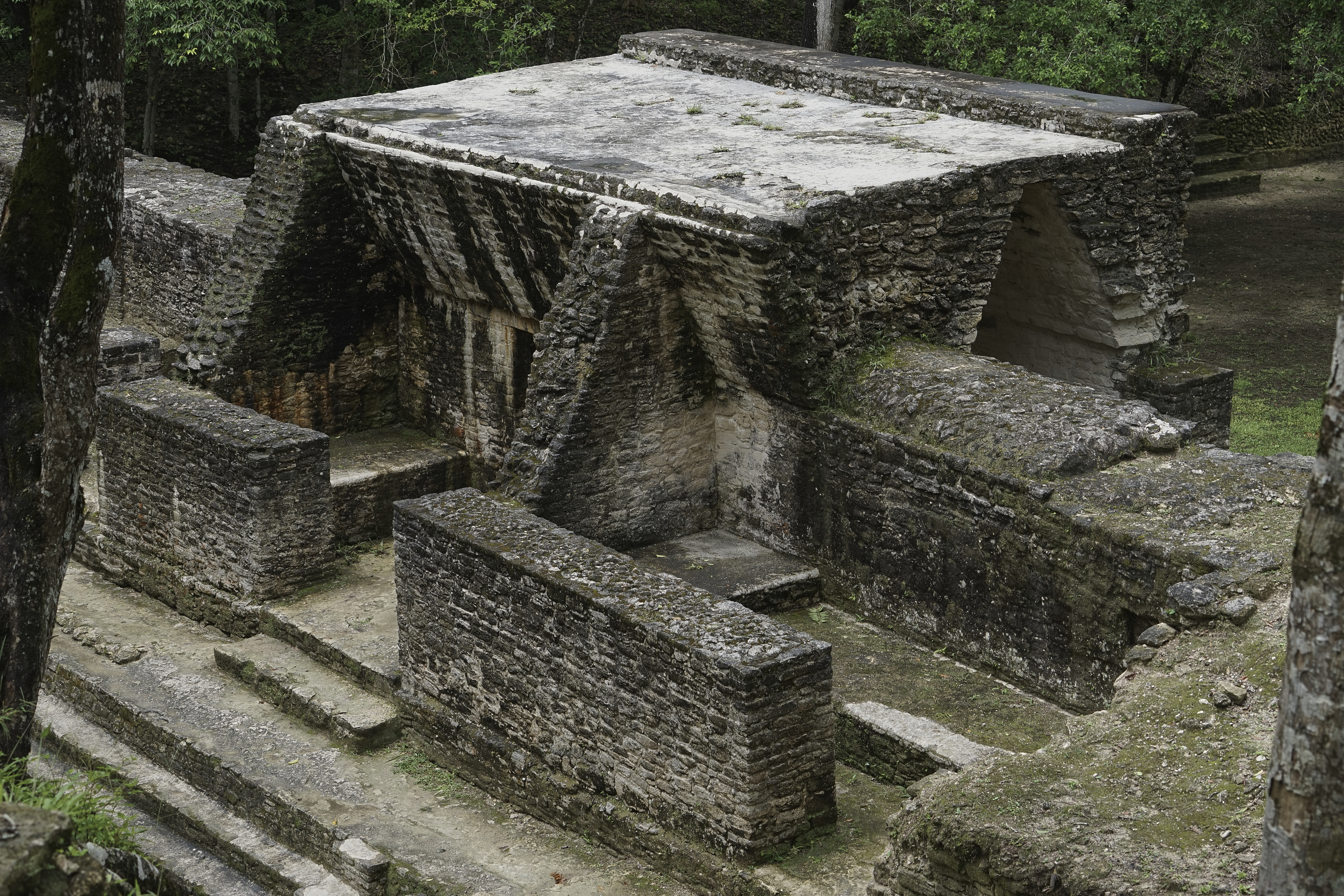
Estrutura A2
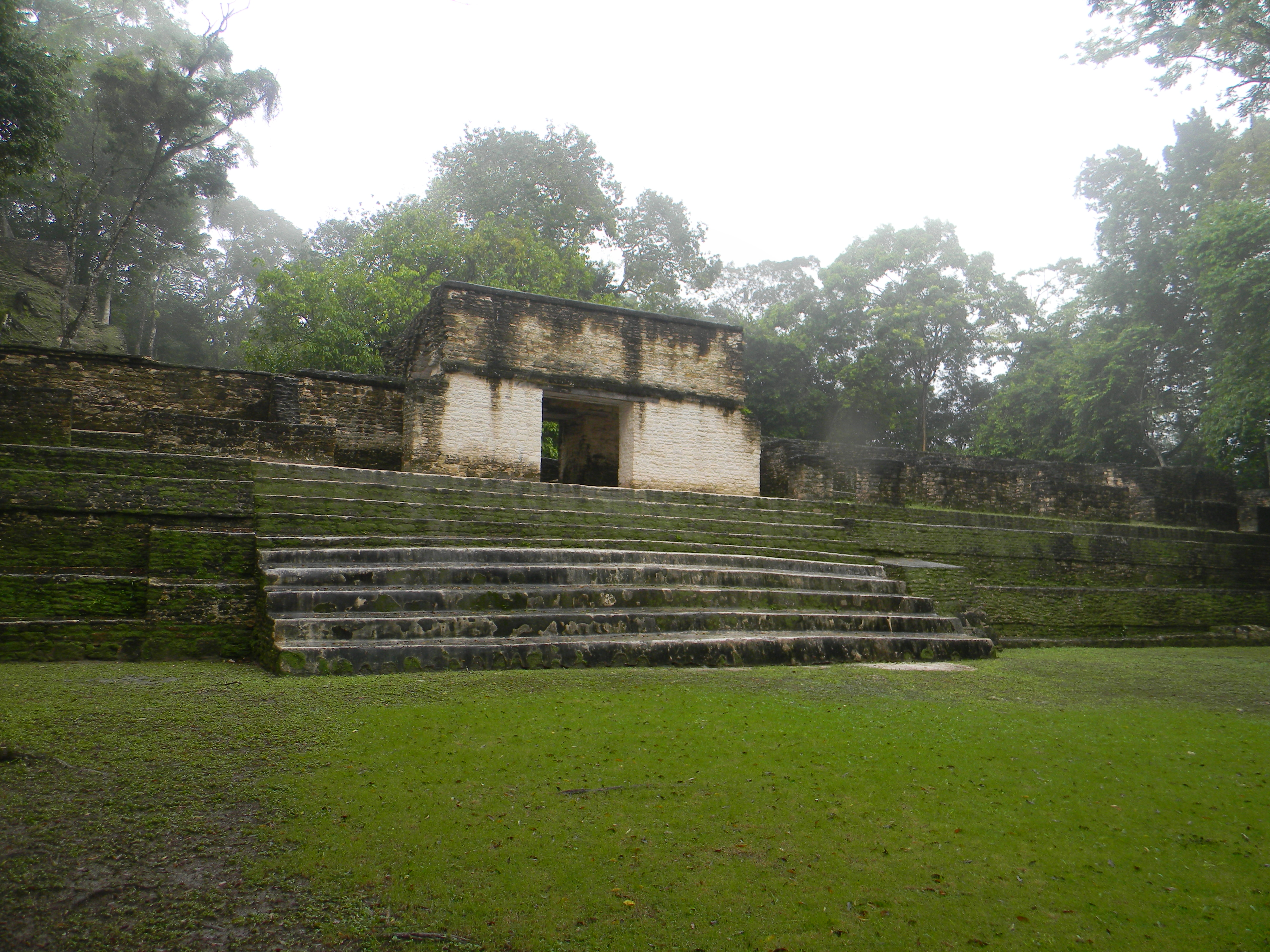
Pátio principal
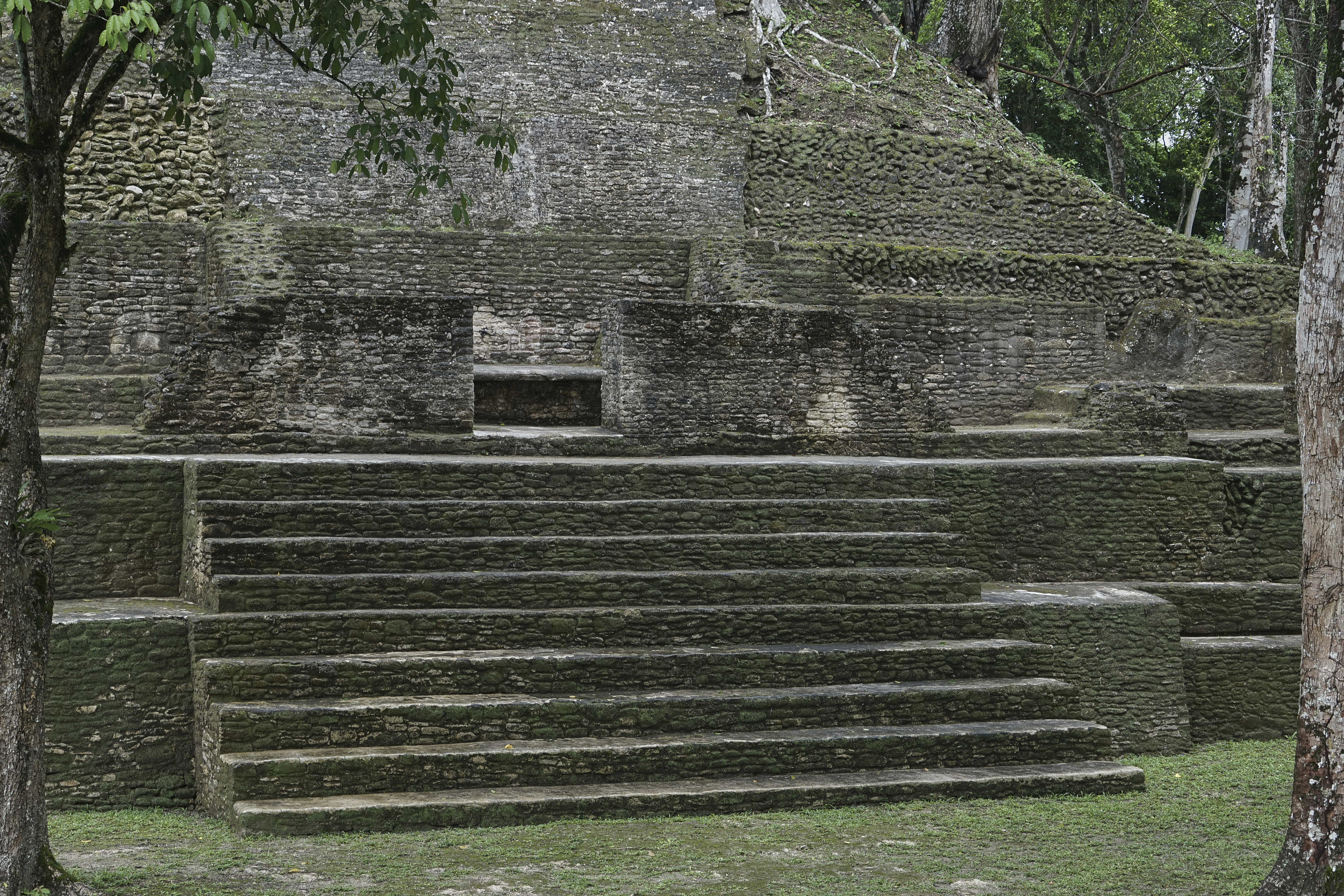
Pátio principal
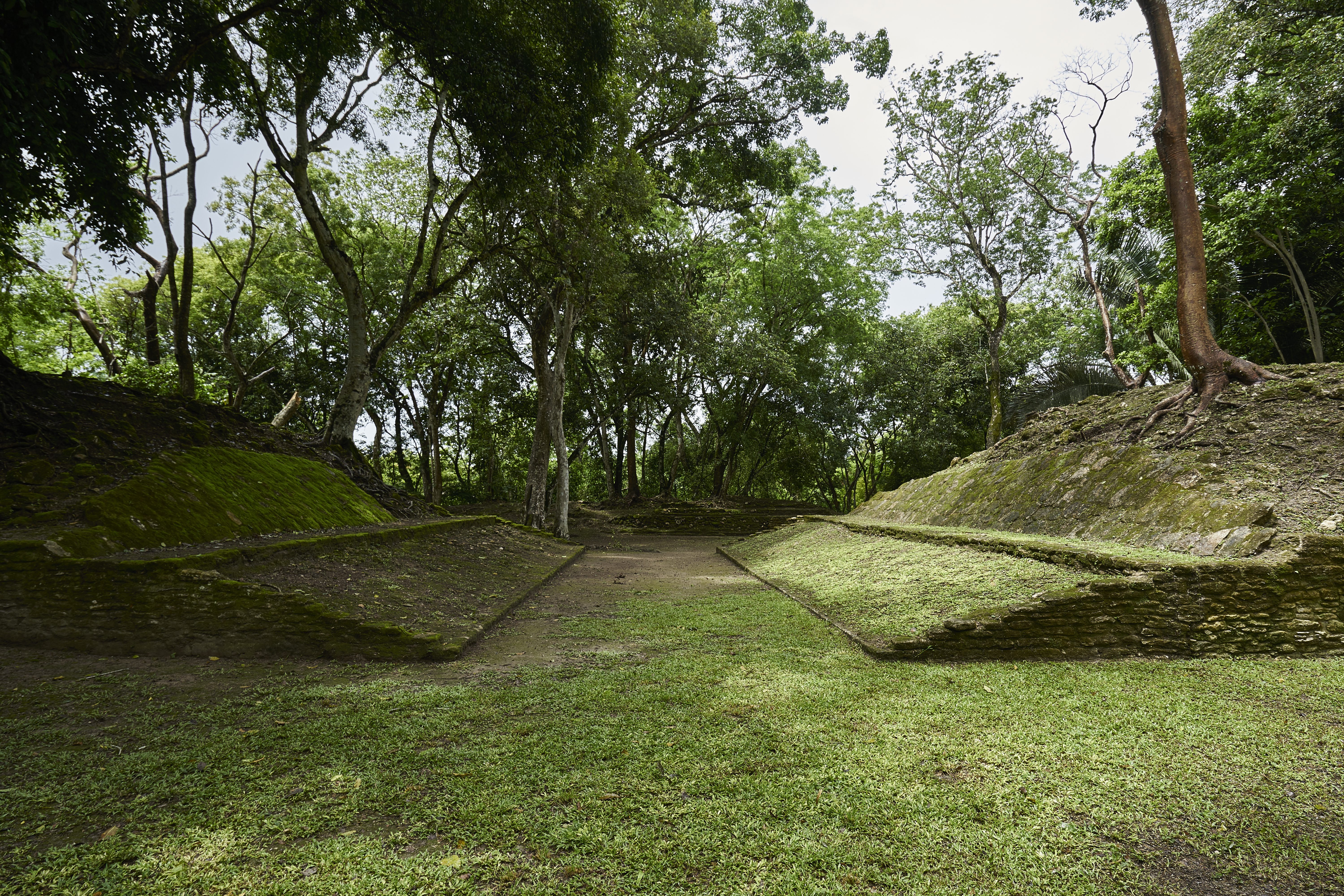
Estruturas C4 e C5 (quadra de bola)
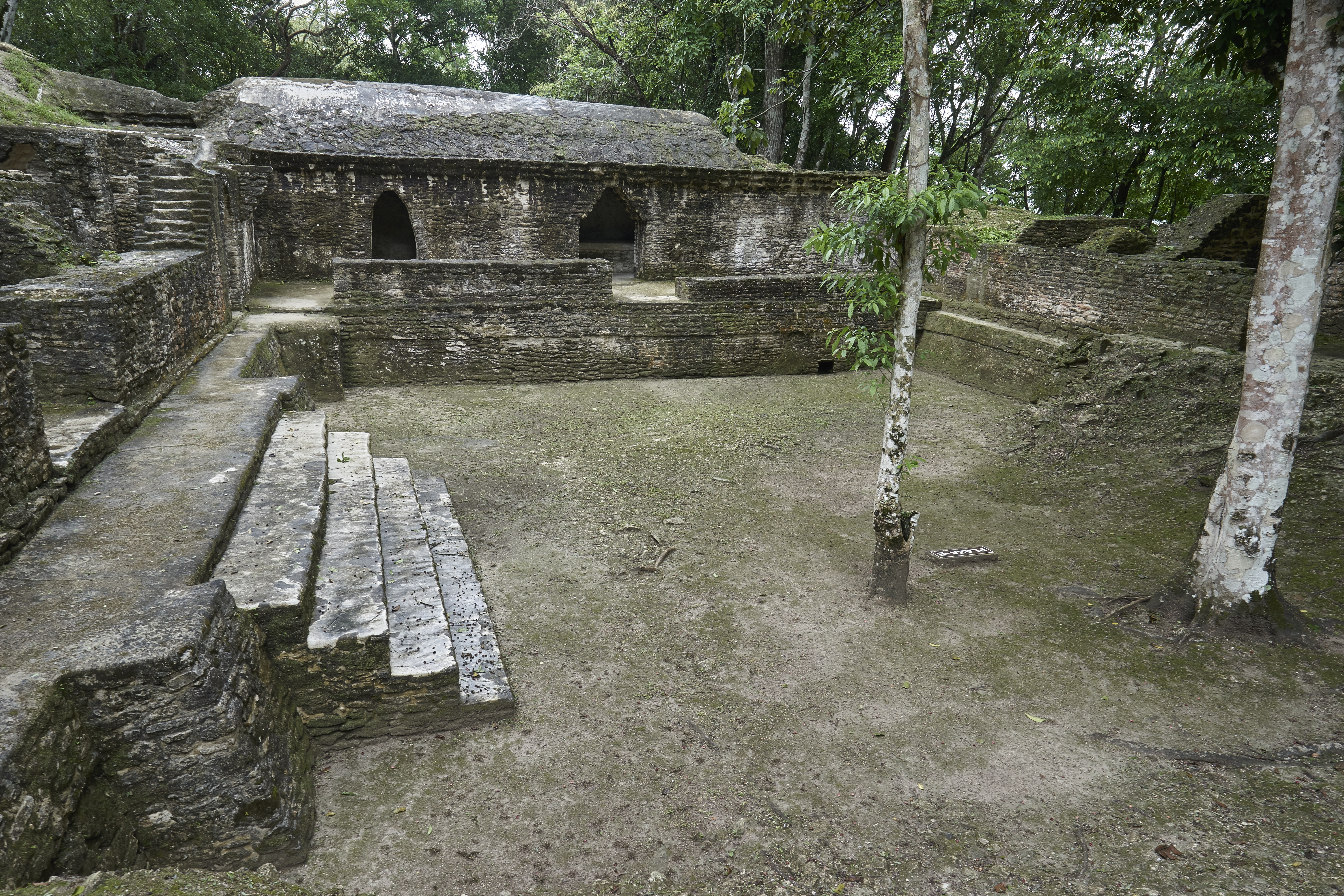
Praça E vista da estrutura E2